# Reisinger
Reisinger ist ein deutscher Familienname.

## Namensträger
- Amadeus Reisinger (1892–1953), österreichischer Geistlicher
- Andreas Reisinger (* 1963), österreichischer Fußballspieler
- Angela Reisinger (Angela Maria Reisinger; * 1979), österreichische Jazzmusikerin
- Anton Reisinger (1903–1943), österreichischer Parteifunktionär (KPÖ) und Widerstandskämpfer
- Alfred Reisinger (* 1949), deutscher Politiker (CSU)
- Barbara Reisinger (* 1955), österreichische Keramikerin und Hochschullehrerin
- Beate Meinl-Reisinger (* 1978), österreichische Politikerin
- Claus Reisinger (Klaus Reisinger; 1950–2017), deutscher Kunsthistoriker und Verleger
- Dominik Reisinger (* 1972), österreichischer Politiker (SPÖ)
- Doris Reisinger (* 1983), deutsche Theologin, Philosophin und Autorin
- Elisabeth Reissinger (Kunsthistorikerin) (* 1963), deutsche Kunsthistorikerin
- Elisabeth Reisinger (* 1996), österreichische Skirennläuferin
- Emil Reisinger (* 1958), österreichischer Mediziner
- Erich Reisinger (1900–1978), österreichischer Zoologe
- Ernst Reisinger (1884–1952), deutscher Pädagoge
- Eva Reisinger (* 1992), österreichische Journalistin und Autorin
- Ferdinand Reisinger (Politiker) (1928–1998), österreichischer Politiker (SPÖ)
- Ferdinand Reisinger (Radsportler), österreichischer Radrennfahrer
- Ferdinand Reisinger (Theologe) (1946–2024), österreichischer Priester, Theologe und Hochschullehrer
- Florian Reisinger (* 1994), österreichischer Handballspieler
- Franz Reisinger (Mediziner) (1787–1855), deutscher Chirurg und Hochschullehrer
- Franz Seraph Resinger (1838–1905), österreichischer Geistlicher und Komponist
- Franz Reisinger (Sänger) (1882–1944), deutscher Opernsänger (Bassbariton)
- Franz Reisinger (Salesianer) (1889–1973), österreichischer Theologe
- Friedrich Reisinger (* 1962), österreichischer Politiker (ÖVP)
- Hans Reisinger (Gießer) (Hans Reissinger; vor 1568-nach 1575), deutscher Gießer und Rotgießer, Bronzegießer in Augsburg
- Hans Reisinger (Drucker) (vor 1890-nach 1895), deutscher Drucker in Köln, siehe Reisinger & Co.
- Hans Reisinger (Komponist) (vor 1984), Komponist des 1984 erschienenen Bauern-Sambas
- Heinrich Reisinger (Politiker, 1931) (1931–2008), österreichischer Politiker (ÖVP)
- Heinrich Reisinger (Politiker, 1941) (* 1941), deutscher Politiker (FDP)
- Herbert Reisinger (* 1961), österreichischer Jazzmusiker und Komponist
- Hermann Reisinger (1900–1967), österreichisch-deutscher Politiker (NSDAP)
- Johann Reisinger (1890–1959), österreichischer Politiker
- Josef Reisinger (Politiker, 1803) (1803–1865), österreichischer Mediziner und Politiker, Reichsratsabgeordneter
- Josef Reisinger (Verleger) (1888–1960), deutscher Drucker und Verleger
- Josef Reisinger (Politiker, 1928) (* 1928), österreichischer Politiker (SPÖ), Landtagsabgeordneter Oberösterreich
- Josef Reisinger (Eisschnellläufer) (1940–2003), österreichischer Eisschnellläufer
- Joseph Reisinger (1803–1865), österreichischer Mediziner und Politiker
- Jovana Reisinger (* 1989), deutsche Autorin, Filmemacherin und bildende Künstlerin
- Julie Reisinger (1878–1950), deutsche Reformpädagogin
- Karl Reisinger (?–1847), deutscher Sänger
- Katrin Reisinger (* 1971), österreichische Schauspielerin
- Klaus Reisinger (Maler) (* 1939), österreichischer Maler und Grafiker
- Klaus Reisinger (Grafikdesigner) (1941–2006), österreichischer Grafikdesigner und Spielkartensammler
- Leo Reisinger (Informatiker) (1944–1985), österreichischer Rechtsinformatiker und Wirtschaftsinformatiker
- Leo Reisinger (* 1978), deutscher Schauspieler und Musiker
- Maria Reisinger (* 1971), deutsche Fußballspielerin und -trainerin
- Martin Müller-Reisinger (* 1969), österreichischer Schauspieler
- Maximilian Reising von Reisinger (1774–1848), österreichischer Feldmarschalleutnant
- Nikolaus Reisinger (* 1958), österreichischer Historiker und Hochschullehrer
- Oskar Reisinger (1908–1985), österreichischer Komponist, Arrangeur und Hörfunkredakteur
- Oto Reisinger (1927–2016), jugoslawischer Karikaturist
- Otto Reisinger (1901–1979), österreichischer Lehrer und Heimatforscher
- Patricia Reisinger (* 1988), österreichische Politikerin (ÖVP), siehe Patricia Alber
- Richard Reisinger (* 1964), deutscher Politiker (CSU)
- Samet Reisinger (* 1952), österreichischer Designer und Kunsthochschullehrer
- Sandra Reisinger (* 1975), deutsche Fußballspielerin
- Stefan Reisinger (* 1981), deutscher Fußballspieler und -trainer
- Thomas Reisinger (* 1966), österreichischer Schauspieler und Regisseur
- Wenzel Julius Reisinger (1828–1893), österreichischer Tänzer und Choreograf
- Wilhelm Reisinger (* 1958), deutscher Fußballspieler
- Wolfgang Reisinger (Musiker, 1955) (1955–2022), österreichischer Jazzschlagzeuger
- Wolfgang Reisinger (Musiker, 1964) (* 1964), österreichischer Organist, Komponist und Kirchenmusiker
- Yehonatan Reisinger (* 2000), israelischer Eishockeytorwart
- Zsófia Reisinger (* 1989), ungarische Wasserspringerin